# Попе (Тутин)
Попе је насеље у Србији у општини Тутин у Рашком округу. Према попису из 2022. било је 180 становника.
Село се налази јужно од Тутина и по легенди је
назив добило по поповима који су овде живели пре 200
година. На врху Дедејског брда налазе се остаци старије
цркве са гробљем. Милисав Лутовац је забележио да су
се мештани ту окупљали на Спасовдан када је била сеоска
заветина.
У селу је 1994. године, почела изградња цркве
према пројекту Миодрага Протића. Црква је посвећена
Марији Магдалени, а освештана је 2003. године.

## Положај и име села
Село Попе је у равни на благим странама Попуље и Поповог Потока, око којих се простиру мочварне ливаде. У народу се прича да име селу долази по поповима (Станиши и Станиславу) који су овде живели пре 200 година. У суседном селу Јужни Кочарник тада је живео Фетах—паша, који је наредио да се попови преселе у његово село.
Они па то нису пристали; дали су му кумство и један део своје земље само да их остави на миру. Паша је посекао Циганина на месту где га је срео и то је постала међа између Попа и Кочарика. Ганићи су касније отерали попове који су се некуда одселили.

## Земље и шуме
На старије становништво подсећају топографски називи крајева: Попова Глава (утрина), Дуварипе (ливаде), Капрљ (ливаде и њиве), Карина Глава, Циганско Брдо (шуме, утрине), Марков До, Салакуша и Вртаче (њиве).

## Старине у селу
У средини села ·је очувано старо српско гробље и црквиште у њему. Гробови су покривени великим плочама. Ту је молитва кад се носе крстови на мали Спасовдан. На Попљанском Брду је још једно старо српско гробље.
Остаци старих кућа виде се у Дуваринама и Вртачама где су биле бачије.

## Воде
Главне воде у селу су: Црквина, Радунка, Велика Чесма и Бањевац.

## Тип села
Село се дели на махале у којима су куће груписане. Главне махале су: Тупик (Тупичак), Осредак и Међудупци.

## Порекло становништва
Преци данашњег становништва почеш су додавши у Попе после исељавања поменутих попова.
-Сташевићи (с. Никољдан) који су дошли из села Безјова у Кучима пре осам појасева. Побегли су од крви код својих рођака Ганића у Рожају који су им дали земљу у Годову. Отуда су прешли у село Попе које је било опустело. Сташевића има сем у Попама још у Дулебама и у Кочарнику кућа. Имају исељених рођака у Гружи (Оташевићи) и Топлици.
-Зечевићи (Лука Јеванђелиста) досељени су после Сташевића. Говоре да су од Васојевића. Кажу да су раније славили Аранђеловдан.
-Вељовићи (Лука Јеванђелиста) дошли су пре 90 година из Јохове Воде у Бихору, а тамо из Роваца.
-Радоњићи (Никољдан) дошли су из Куча кад и Сташевићи али су неко време били у Детанама.
-Вукадиновићи дошли из Радуше; имају рођаке на Косову (Девет Југовића).

## Демографија
У насељу Попе живи 65 пунолетних становника, а просечна старост становништва износи 40,2 година (40,6 код мушкараца и 39,7 код жена). У насељу има 20 домаћинстава, а просечан број чланова по домаћинству је 3,95.
Становништво у овом насељу веома је нехомогено.
|  |

| Демографија | Демографија | Демографија |
| Година      | Становника  | Становника  |
| ----------- | ----------- | ----------- |
| 1948.       | 296         |             |
| 1953.       | 335         |             |
| 1961.       | 305         |             |
| 1971.       | 252         |             |
| 1981.       | 127         |             |
| 1991.       | 106         | 106         |
| 2002.       | 79          | 79          |

| Етнички састав према попису из 2002.‍ | Етнички састав према попису из 2002.‍ | Етнички састав према попису из 2002.‍ | Етнички састав према попису из 2002.‍ | Етнички састав према попису из 2002.‍ |
| ------------------------------------ | ------------------------------------ | ------------------------------------ | ------------------------------------ | ------------------------------------ |
|                                      |                                      |                                      |                                      |                                      |
| Срби                                 | Срби                                 |                                      | 43                                   | 54,43%                               |
| Бошњаци                              | Бошњаци                              |                                      | 36                                   | 45,56%                               |
| непознато                            | непознато                            |                                      | 0                                    | 0,0%                                 |

| Година пописа     | 1948. | 1953. | 1961. | 1971. | 1981. | 1991. | 2002. |
| ----------------- | ----- | ----- | ----- | ----- | ----- | ----- | ----- |
| Број домаћинстава | 34    | 34    | 41    | 49    | 33    | 31    | 20    |

| Број чланова      | 1 | 2 | 3 | 4 | 5 | 6 | 7 | 8 | 9 | 10 и више | Просек |
| ----------------- | - | - | - | - | - | - | - | - | - | --------- | ------ |
| Број домаћинстава | 4 | 2 | 3 | 3 | 4 | 2 | 1 | 0 | 0 | 1         | 3,95   |

| Пол    | Укупно | Неожењен/Неудата | Ожењен/Удата | Удовац/Удовица | Разведен/Разведена | Непознато |
| ------ | ------ | ---------------- | ------------ | -------------- | ------------------ | --------- |
| Мушки  | 35     | 11               | 18           | 4              | 1                  | 1         |
| Женски | 32     | 9                | 18           | 4              | 0                  | 1         |
| УКУПНО | 67     | 20               | 36           | 8              | 1                  | 2         |

| Пол    | Укупно                    | Пољопривреда, лов и шумарство | Рибарство                            | Вађење руде и камена | Прерађивачка индустрија       |
| ------ | ------------------------- | ----------------------------- | ------------------------------------ | -------------------- | ----------------------------- |
| Мушки  | 25                        | 21                            | 0                                    | 0                    | 0                             |
| Женски | 13                        | 11                            | 0                                    | 0                    | 1                             |
| УКУПНО | 38                        | 32                            | 0                                    | 0                    | 1                             |
| Пол    | Производња и снабдевање   | Грађевинарство                | Трговина                             | Хотели и ресторани   | Саобраћај, складиштење и везе |
| Мушки  | 1                         | 0                             | 0                                    | 0                    | 1                             |
| Женски | 0                         | 0                             | 0                                    | 0                    | 0                             |
| УКУПНО | 1                         | 0                             | 0                                    | 0                    | 1                             |
| Пол    | Финансијско посредовање   | Некретнине                    | Државна управа и одбрана             | Образовање           | Здравствени и социјални рад   |
| Мушки  | 0                         | 0                             | 1                                    | 0                    | 0                             |
| Женски | 0                         | 0                             | 1                                    | 0                    | 0                             |
| УКУПНО | 0                         | 0                             | 2                                    | 0                    | 0                             |
| Пол    | Остале услужне активности | Приватна домаћинства          | Екстериторијалне организације и тела | Непознато            | Непознато                     |
| Мушки  | 0                         | 0                             | 0                                    | 1                    | 1                             |
| Женски | 0                         | 0                             | 0                                    | 0                    | 0                             |
| УКУПНО | 0                         | 0                             | 0                                    | 1                    | 1                             |